# 放射状雲
放射状雲（ほうしゃじょううん、ラテン語学術名:radiatus、略号:ra）とは、雲の変種の1つで、巻雲、高積雲、高層雲、層積雲、積雲に現れる。帯状の雲が平行に並んだものや、雲の群れが平行に並んだもの。地上からは空に広がる雲列が放射状に並んで見える。
雲列は地平線のある一点、または一点とその反対の二点を放射点としてそこから広がるように見える。しかしそのほとんどが、実際には平行な雲列が、遠近法の効果により見かけ上収束するように見えている。上空の人工衛星から確認できるときはその特徴が分かりやすい。
学術名"radiatus"は、ラテン語"radiare"（光線を放っているさま、輝いている）の派生。
上空の高速のジェット気流に伴う巻雲（ジェット巻雲）ではよく放射状雲が現れる。巻雲の放射状雲ではよく巻積雲や巻層雲を伴う。雲列の幅は巻雲に比べ高層雲や層積雲の方が広い。層積雲では層状雲にみられる変種で、積雲にも見えるが雲がつながっている。積雲では、雲塊が平行に並び俗にcloud streetsとも呼ばれる。高層雲では現れる頻度が少ない。
放射状雲が広がりつながっていく傾向のときは、天気が崩れることが多い。
波状雲と似た形だが、現れる雲類（基本形）が異なる。

## ギャラリー

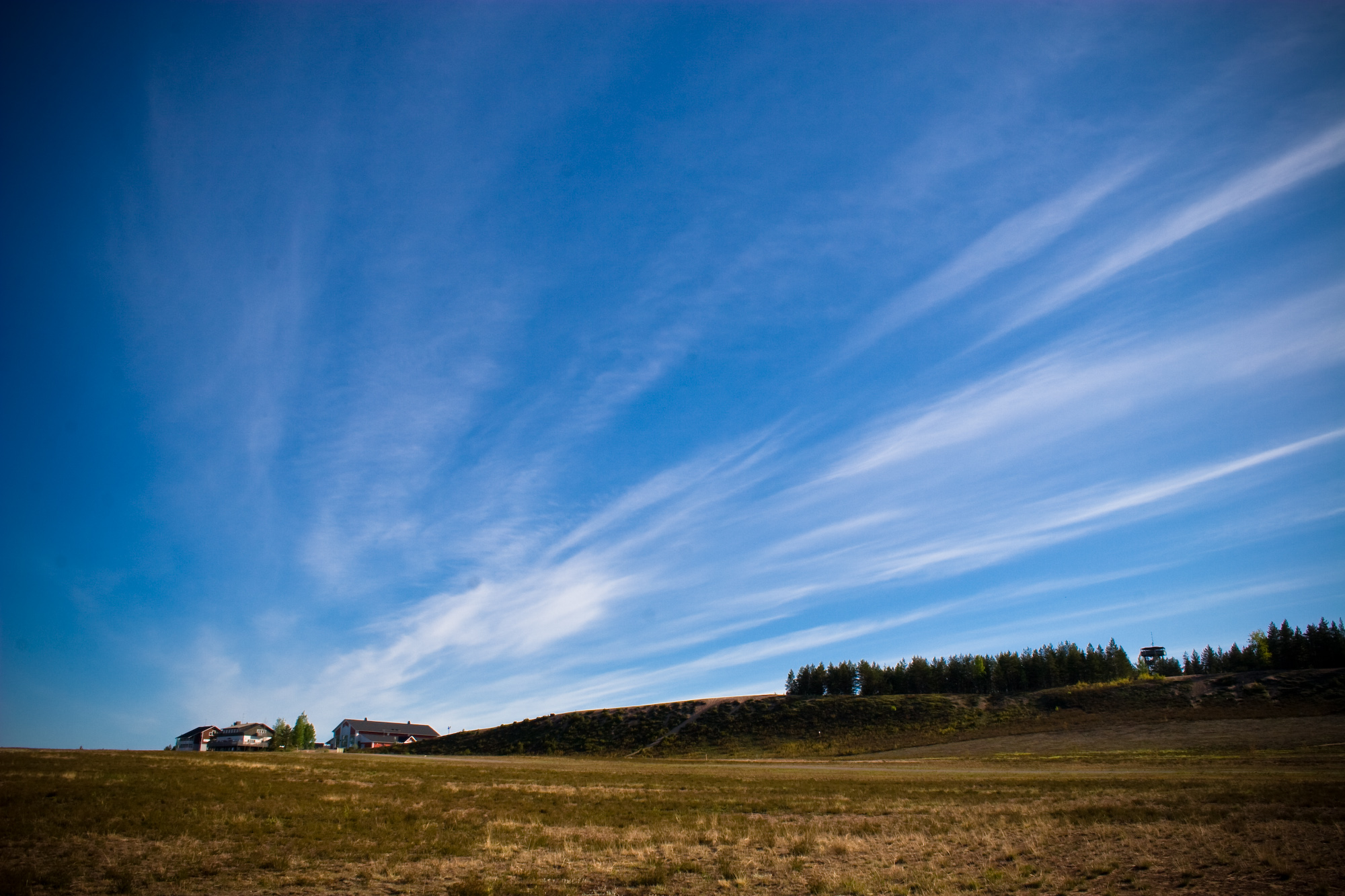
放射状巻雲
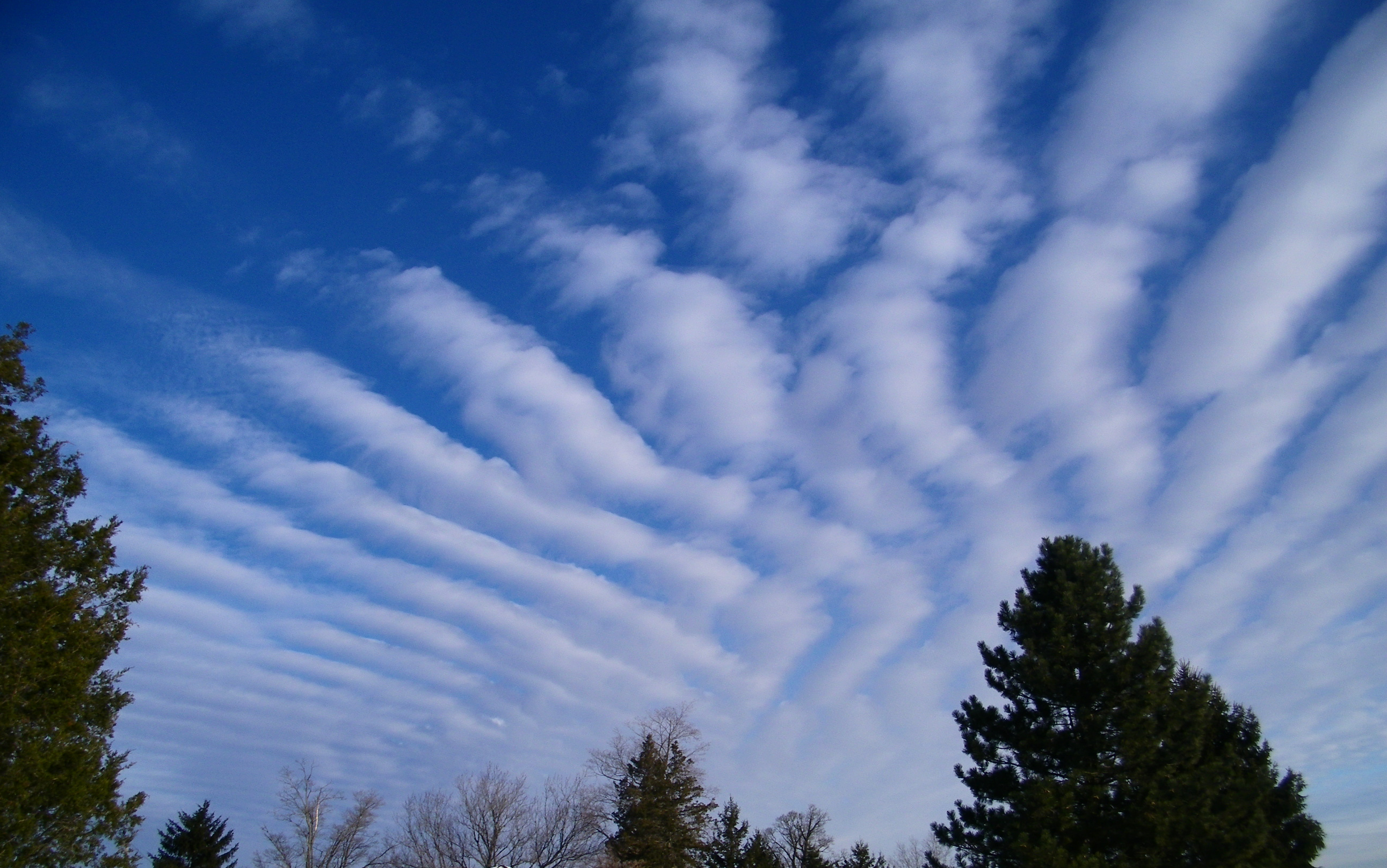
放射状/波状高積雲
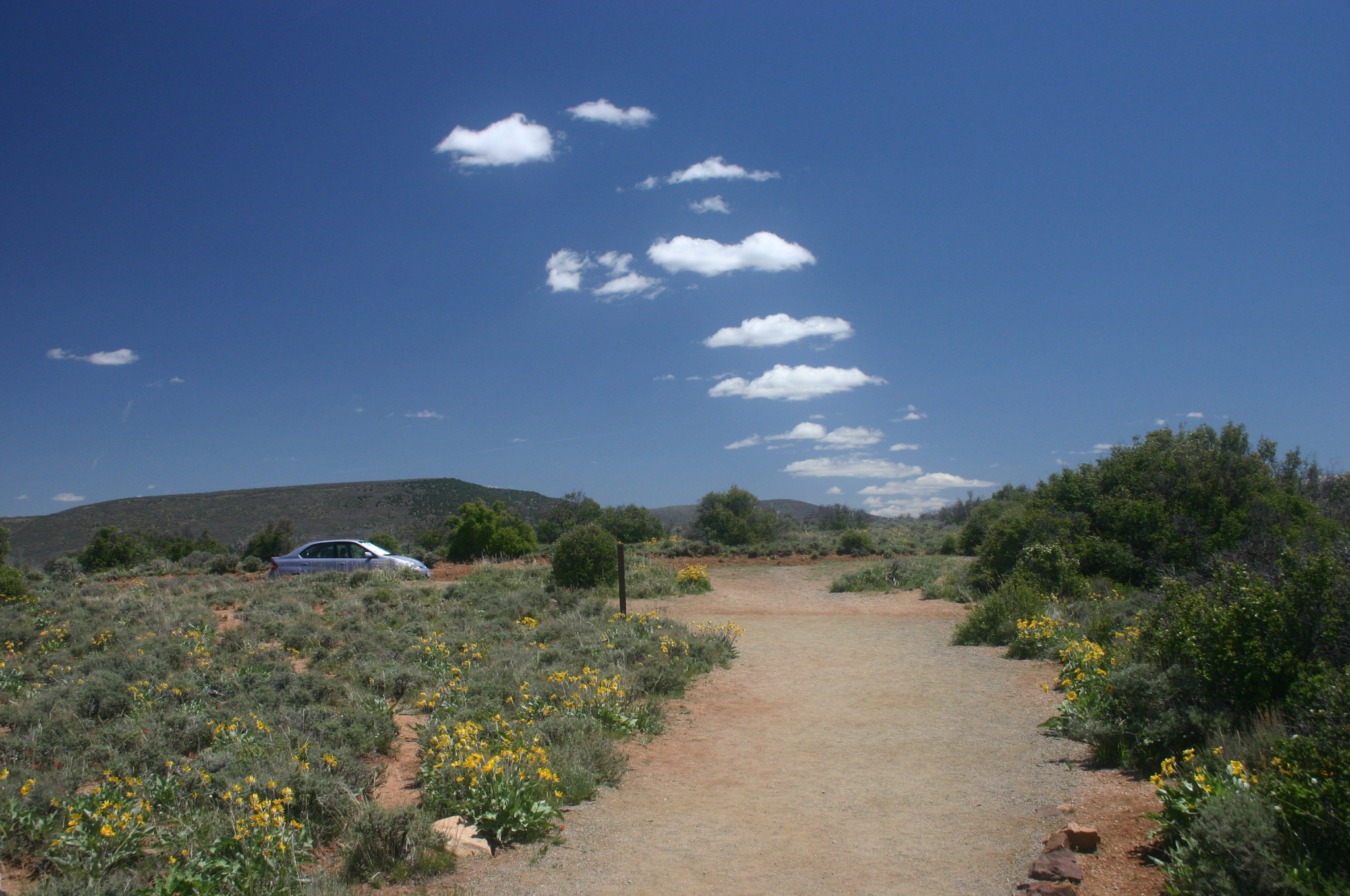
放射状積雲
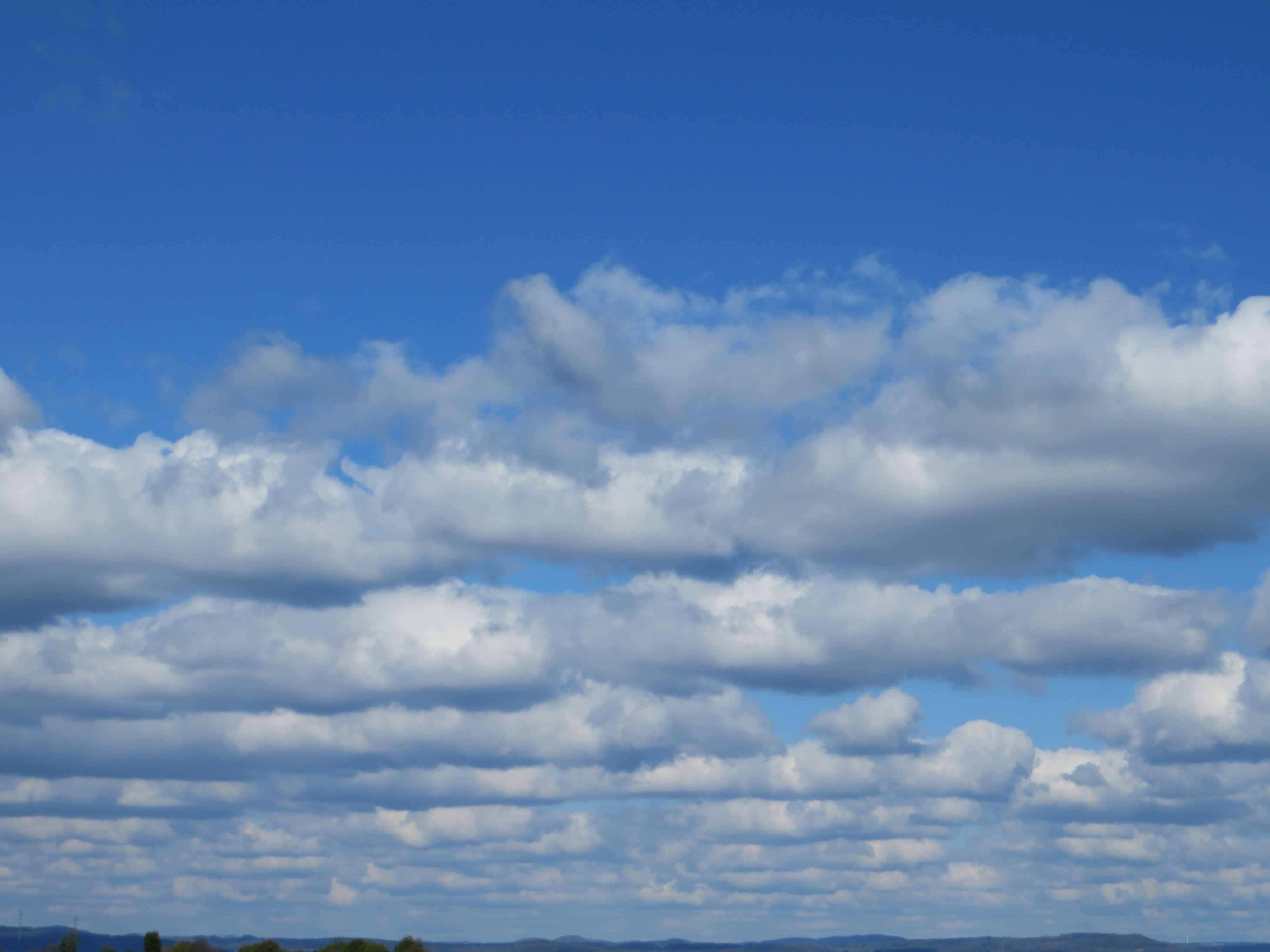
放射状積雲(cloud streets)
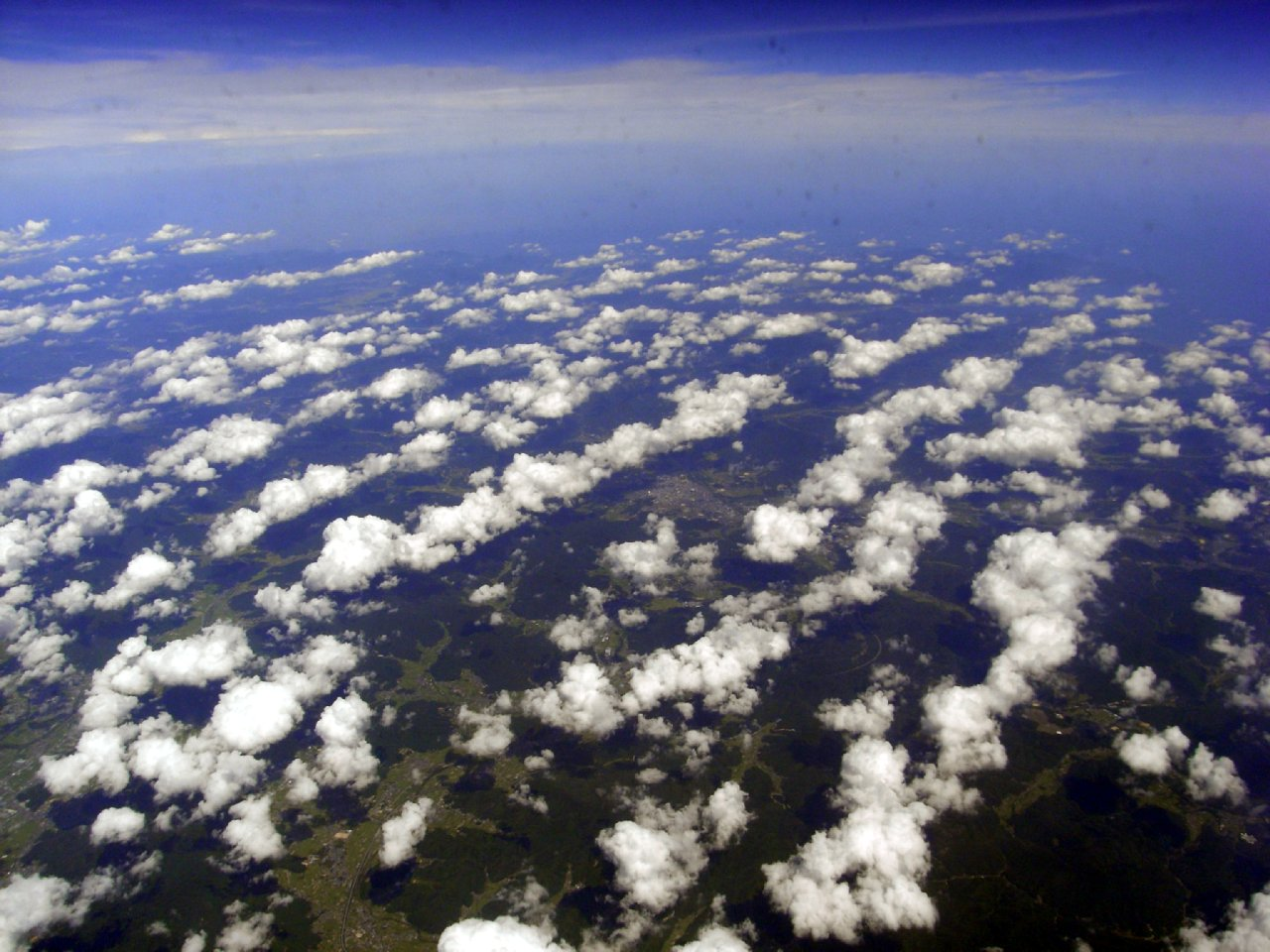
航空機から見たこのような積雲列が地上から放射状に見える
- 放射状/波状高積雲の映像